# Jernbanetorget (metrostation)
Jernbanetorget is een metrostation in de Noorse hoofdstad Oslo. Het station werd geopend op 22 mei 1966 en wordt bediend door de lijnen 1, 2, 3, 4 en 5 van de metro van Oslo.